# Dean Jagger
Dean Jeffries Jagger (født 7. november 1903, død 5. februar 1991) var en amerikansk teater-, tv- og filmskuespiller.
Jagger filmdebuterede i 1929 og fortsatte med at arbejde som karakterskuespiller uden at opnå en reel stjernestatus. Sit gennembrud i en stor rolle, gjorde han som Brigham Young i Brigham Young. Han blev tildelt en Oscar for bedste mandlige birolle for Drenge bliver mænd (1949). Han har også medvirket i Men jeg så ham dø (1953), Manden fra Sydstaterne (1958), De 5 desperate (1968) og Alligator - uhyret under byens gader (1980). Flere årtier efter at have spillet dens leder Brigham Young blev Jagger døbt som medlem af Jesu Kristi Kirke af Sidste Dages Hellige, i 1972.